# Philautus bunitus
Espèce
Statut de conservation UICN

 LC  : Préoccupation mineure
Philautus bunitus est une espèce d'amphibiens de la famille des Rhacophoridae.

## Répartition
Cette espèce est endémique de l'État de Sabah en Malaisie orientale. Elle est présente entre 640 et 1 800 m d'altitude sur l'île de Bornéo,.

## Description
Philautus bunitus mesure environ 40 mm pour les mâles et environ 46 mm pour les femelles. Son dos est vert foncé avec des taches irrégulières noires. Son ventre est orangé. Il s'agit de la seule espèce du groupe Philautus vermiculatus à être de couleur verte, les autres étant de couleur fauve ou rousse, et également la seule à avoir le ventre orangé. 

## Étymologie
Son nom d'espèce, du grec bounites, « habitant dans les collines », lui a été donné en référence à sa localité type, le mont Lumaku dans le district de Sipitang, où elle a été découverte à 1 350 m d'altitude.

## Publication originale
- Inger, Stuebing & Tan, 1995 : New species and new records of anurans from Borneo. Raffles Bulletin of Zoology, vol. 43, p. 115-131 (texte intégral).